# Checoslovaquia
Checoslovaquia (en checo y eslovaco: Československo o Česko‑Slovensko) fue un Estado soberano de Europa Central que existió en dos períodos, el primero entre 1918 y 1938 (cuando fue ocupada por la Alemania nazi) y el segundo entre 1945 y 1992. Checoslovaquia hoy es la actual República Checa y Eslovaquia.
El 1 de enero de 1993 se escindió de común acuerdo y pacíficamente, volviendo a la situación histórica anterior a su fundación el 28 de octubre de 1918 como uno de los estados sucesores del Imperio austrohúngaro, separándose en los dos países correspondientes a los Estados originales: Chequia y Eslovaquia. Ambos países forman parte de la Unión Europea desde 2004.

## Nombres oficiales
- 1918-1938: República de Checoslovaquia, conocida como la Primera República checoslovaca (antes de la formalización del nombre en 1920, también conocida como Estado checoslovaco);
- 1938-1939: República Checo-Eslovaca, conocida como la Segunda República checoslovaca;
- 1945-1960: República Checoslovaca, conocida como la Tercera República checoslovaca;
- 1960-1989: República Socialista Checoslovaca;
- 1990-1992: República Federal Checa y Eslovaca.

El nombre oficial del Estado fue evolucionando de acuerdo con la definición de su estructura política. El nombre oficial entre 1918 y 1920 fue República de Checoslovaquia o Estado checoslovaco. Entre 1920 y 1938 se utilizó el nombre de República Checo-Eslovaca. Incluso durante los años veinte, sin embargo, la designación Estado checoslovaco también apareció comúnmente. Durante la Segunda República (1938-1939) se utilizó el nombre República Checo-Eslovaca (bajo la influencia de la creciente autonomía humana apoyada por Alemania). Después de la guerra, el nombre República Checoslovaca se usó nuevamente hasta 1960.
En 1960, de acuerdo con la ideología del gobernante Partido Comunista de Checoslovaquia, el nombre del Estado se cambió a República Socialista Checoslovaca. En el preámbulo de la constitución, el nuevo nombre se justificaba por la victoria del socialismo en el país, a la que seguiría la transición a la etapa final de la historia: el comunismo. Junto con el nombre, también se cambió el escudo de armas del Estado.
Después de la caída del régimen en 1989, el nombre del estado se cambió a República Federativa Checoslovaca. Después de largas disputas, finalmente se aprobó el nombre República Federativa Checa y Eslovaca, que se utilizó hasta la disolución de la Estado el 31 de diciembre de 1992. En español existen las formas «Checoslovaquia» y «Checoeslovaquia», aunque la forma preferida es la primera.

## Geografía
Los Estados vecinos fueron:
1918-1939
- República de Weimar /  Alemania nazi
- Primera República de Austria
- Reino de Rumanía
- Reino de Hungría
- Segunda República Polaca

1945-1992
- Alemania Occidental
- Alemania Oriental
- Austria
- Hungría
- Polonia
- Unión Soviética
- Ucrania (entre 1991 y 1993)

## Historia

### Primera República

#### Creación
Durante mucho tiempo la zona formó parte del Imperio austrohúngaro hasta que se produjo su derrumbamiento a finales de la Primera Guerra Mundial. Bohemia y Moravia, bajo el dominio austriaco, eran centros industriales de habla checa, mientras que Eslovaquia, que formaba parte de Hungría, era una región agraria desarrollada. Por lo tanto, las condiciones eran mucho más propensas al desarrollo de un movimiento nacionalista en Chequia que en Eslovaquia.

Checoslovaquia en 1928.

Escudo de la primera república.

Al término de la Primera Guerra Mundial, y como parte de lo concebido en el Tratado de Saint-Germain-en-Laye, Checoslovaquia fue fundada de un modo ajeno a los ciudadanos de los dos países originales, el 28 de octubre de 1918, como uno de los Estados sucesores del Imperio austrohúngaro. El nuevo Estado fue presidido por Tomáš Masaryk, quien fue su primer presidente del 14 de noviembre de 1918 a 14 de diciembre de 1935. Fue sucedido en el cargo por su estrecho aliado, Edvard Beneš.
La república estaba formada por los territorios actuales de Chequia, Eslovaquia y (entre 1919 y 1939) Rutenia del Cárpato (brevemente independiente como Ucrania ciscarpática). Fue una república democrática y próspera durante el periodo de entreguerras, pero se caracterizó por problemas étnicos debido al hecho que las dos minorías étnicas más grandes (sudetes —habitantes de lengua alemana, sobre todo en las zonas limítrofes con Austria y Alemania— y eslovacos) no estaban satisfechos con la dominación política y económica de los checos (bohemios y moravos), y que la mayoría de los sudetes y húngaros de Checoslovaquia nunca estuvieron de acuerdo con la creación del nuevo Estado.

#### Periodo de entreguerras
El período entre las dos guerras mundiales vio el florecimiento de la democracia en Checoslovaquia. De todos los nuevos Estados establecidos en el centro de Europa después de 1918, solo Checoslovaquia conservaba un gobierno democrático hasta que estalló la guerra. En 1920 se instauró su constitución que establecía una democracia parlamentaria. La persistencia de la democracia sugiere que Checoslovaquia estaba mejor preparada para mantener la democracia que otros países de la región. Por lo tanto, a pesar de las disparidades regionales, su nivel de desarrollo era mucho más alto que el de los Estados vecinos. La población en general sabía leer y escribir, y contenía los grupos menos alienados. Bajo el mandato de Masaryk, los políticos checos y eslovacos promovieron condiciones progresistas sociales y económicas que sirvieron para calmar el descontento.
El ministro de Relaciones Exteriores, Edvard Beneš, se convirtió en el principal arquitecto de la alianza de Checoslovaquia, Rumanía y Yugoeslavia (la Pequeña Entente, 1921-1938) cuyo objetivo era mantener la situación en la cuenca del Danubio, frenando los intentos de Hungría para recuperar las áreas perdidas. Beneš trabajó también en estrecha colaboración con Francia. Mucho más peligroso era el elemento alemán, que después de 1933 se convirtió en aliado de los nazis en Alemania. El creciente sentimiento de inferioridad entre los eslovacos, que eran hostiles a los checos, más numerosos, debilitó la unidad del país a finales de 1930. Muchos eslovacos apoyaron entonces un movimiento nacionalista extremo, el Partido Popular Eslovaco de Hlinka, y dieron la bienvenida al Estado eslovaco, títere de la Alemania nazi y creado en virtud del control de Hitler en 1939.

### Segunda República

La segunda república checoslovaca antes de su desaparición.

Escudo de la segunda república.

Después de la anexión alemana de Austria con el Anschluss, Adolf Hitler exigió el control de los Sudetes, de mayoría étnica germana. Gran Bretaña y Francia convinieron en la Conferencia de Múnich ceder el control a Alemania de esa zona como parte de la política de apaciguamiento, ignorando la alianza militar que Checoslovaquia tenía con Francia; de tal modo las tropas de Wehrmacht ocuparon los Sudetes en octubre de 1938. Finalmente Checoslovaquia dejó de existir el 15 de marzo de 1939 cuando el resto de las tierras checas fueron invadidas por la Alemania nazi y fue dividida entre el Protectorado de Bohemia y Moravia y el Estado eslovaco.
Los Acuerdos de Múnich le costaron a Bohemia y a Moravia perder cerca del 38 % de su superficie total, con unos 3,2 millones de alemanes y 750 000 habitantes checos. A causa de haber perdido su costoso sistema de fortificación de fronteras, el nuevo Estado era militarmente indefendible. Hungría recibió 11 882 km² en el sur de Eslovaquia y la Rutenia sur, de acuerdo a un censo de 1941, sobre la base de que el 86,5 % de la población de este territorio era húngara. Polonia adquirió la ciudad de Tèšín (906 km², con cerca de 250 000 habitantes, en su mayoría polacos) y dos zonas fronterizas de menor importancia en el norte de Eslovaquia (226 km², 4280 habitantes, solo el 0,3 % polacos). Por otra parte, el gobierno checoslovaco tuvo problemas para hacerse cargo de los 115 000 checos y 30 000 refugiados alemanes que habían huido a la parte restante de Checoslovaquia.

### Ocupación alemana (1939-1945)

El Protectorado de Bohemia y Moravia y el Estado Eslovaco durante la ocupación alemana.

Bandera del Protectorado de Bohemia y Moravia.

Bandera del Estado Eslovaco.

Tras la repartición del país entre sus vecinos, el sistema político del país estaba en el caos. Edvard Beneš dimitió el 5 de octubre de 1938 y formó un Gobierno checoslovaco en el exilio con sede en Londres, en tanto el general Jan Syrový actuó como presidente interino hasta que Emil Hácha fue elegido el 30 de noviembre de 1938. Hácha fue elegido debido a su catolicismo y el conservadurismo y por no haber participado en ninguno de los Gobiernos que habían conducido a la partición del país. Rudolf Beran, líder del Partido Agrario desde 1933, fue nombrado primer ministro el 1 de diciembre de 1938. Era, a diferencia de la mayoría de los agrarios, escéptico del liberalismo y la democracia. El Partido Comunista fue disuelto, aunque a sus miembros se les permitió permanecer en el Parlamento. Se introdujo una dura censura, así como una Ley Habilitante que le permitió al Estado gobernar sin necesidad del Parlamento.
El 23 de agosto de 1939 se había firmado el pacto Ribbentrop-Mólotov que establecía la repartición de Europa Central y Oriental entre Alemania y la Unión Soviética. Sin embargo Hitler traicionó el pacto de no agresión e invadió territorio soviético, lo cual propició que el gobierno checoslovaco en el exilio formara una alianza con los soviéticos. Para ese entonces las tierras checas fueron designadas como Protectorado de Bohemia y Moravia y estaban gobernadas directamente por el Estado alemán. La República Eslovaca Independiente se convirtió en aliado de la Alemania nazi. Las tropas de Eslovaquia lucharon en el frente ruso hasta el verano de 1944, cuando las fuerzas armadas eslovacas efectuaron una sublevación contra su gobierno. Tras varias semanas de lucha, las fuerzas alemanas acabaron con el Levantamiento Nacional Eslovaco e impusieron una ocupación militar del territorio eslovaco.
A finales de 1941, tras su llegada a Praga como Reichsprotektor, Reinhard Heydrich trató de eliminar la oposición a la ocupación nazi mediante la supresión de la cultura checa. El objetivo final del estado alemán bajo el liderazgo nazi era erradicar la nacionalidad checa a través de la asimilación, deportación y exterminio. Gran parte de las élites intelectuales y la clase media, formada por un número considerable de 200 000 personas, pasaron por los campos de concentración; otros 250 000 checos murieron durante la ocupación alemana. Bajo el Generalplan Ost, se supuso que cerca del 50% checos serían aptos para la germanización. Las élites intelectuales iban a ser eliminados, no solo de los territorios checos, sino de otras zonas ocupadas en Europa. Los autores de Generalplan Ost creían que esto sería mejor que permitir su emigración al extranjero, ya que, incluso en Siberia, eran considerados una gran amenaza para el gobierno alemán. Al igual que los judíos, polacos, serbios, y varias otras naciones, los checos eran considerados untermenschen por el estado nazi.

Ofensiva aliada en Rumania, Hungría y Checoslovaquia, de agosto de 1944 a mayo de 1945. El mapa muestra las fronteras posteriores a la guerra (según el Tratado de París de 1947).

El 4 de junio de 1942 Heydrich murió tras ser herido por un asesino en la Operación Antropoide, ocurrida en Praga el 27 de mayo. El sucesor del apodado por los aliados como "Carnicero de Praga", el coronel general Kurt Daluege, ordenó arrestos masivos y ejecuciones, y la destrucción de los pueblos de Lidice y Ležáky, identificados erróneamente por la inteligencia alemana como instigadores del asesinato. En 1943, el esfuerzo militar alemán se aceleró. Bajo la autoridad de Karl Hermann Frank, ministro del Estado alemán para Bohemia y Moravia, unos 350 000 trabajadores checos fueron enviados al Reich. Dentro del protectorado, toda la industria no relacionada con la guerra estaba prohibida. La mayor parte de la población checa obedeció hasta los últimos meses anteriores a la finalización de la guerra, mientras varios miles participaron en el movimiento de resistencia.
A pesar de los cerca de 136 000 muertes a manos del régimen nazi, la población del protectorado vio un incremento neto durante los años de la guerra de aproximadamente 250 000, con un aumento de la tasa de natalidad.
El 9 de mayo de 1945, las tropas soviéticas entraron en Praga expulsando a los alemanes de Checoslovaquia.

### Tercera República

Escudo de la tercera república.

En el período inmediatamente posterior a la Segunda Guerra Mundial, los territorios que Checoslovaquía poseía antes de la guerra le fueron restituidos, con excepción de la Rutenia (cedida a la Unión Soviética e incorporada a la República Socialista Soviética de Ucrania), y Edvard Beneš volvió a ocupar el cargo de presidente del país.
En el mismo período, fueron expulsados del país cerca de 2,9 millones de personas de origen alemán y húngaro, por ser considerados colaboracionistas con las potencias extranjeras y «traidores» a la patria. Los que se quedaron fueron acusados de apoyar colectivamente a los nazis. Alrededor de 250 000 alemanes, muchos de ellos casados con checos, algunos antifascistas, así como todos aquellos que eran necesarios para la reconstrucción posguerra del país, permanecieron en Checoslovaquia. Casi todos los decretos declararon explícitamente que las sanciones no se aplicaban a los antifascistas. Además se les quitó la ciudadanía checoslovaca a personas de origen étnico alemán y húngaro, o a quienes durante la ocupación alemana optaron por obtener la ciudadanía alemana o húngara; estas disposiciones fueron anuladas para los húngaros en 1948, pero no así en el caso de los alemanes. Los Decretos de Beneš todavía causan polémica entre los grupos nacionalistas de la República Checa, Alemania, Austria y Hungría.
En las elecciones parlamentarias de 1946, el entusiasmo popular suscitado por la Unión Soviética y su ejército de liberación beneficiaron la creación del Partido Comunista de Checoslovaquia (KSČ). La opinión checoslovaca estaba decepcionada con occidente por los Acuerdos de Múnich, que permitieron la anexión de los Sudetes por parte de Alemania. Las elecciones parlamentarias de 1946 dieron como ganador al KSČ con el 38 % (aunque el Partido Demócrata ganó en Eslovaquia), con poder desproporcionado que incluyó el control de la armada y la policía. En 1946 Edvard Beneš fue elegido Presidente de la República, y el líder comunista Klement Gottwald se convirtió en primer ministro, pero en febrero de 1948 los soviéticos tomaron control del poder mediante una conspiración eslovaca contra el gobierno nacional; a partir de dichos acontecimientos, se inauguró un periodo de represión estalinista en Checoslovaquia. Aunque se mantendría la ficción de pluralismo político a través de la existencia del Frente Nacional, el país se caracterizaba por la ausencia de la democracia liberal. Mientras que su economía se mantuvo más avanzada que la de sus vecinos de Europa oriental, Checoslovaquia creció económicamente más débil en relación con Europa occidental. En el ámbito religioso, el ateísmo fue oficialmente promovido y enseñado.

### República Socialista de Checoslovaquia

Checoslovaquia en 1969.

Escudo de la República Socialista.

En 1953 murió Stalin y Nikita Jrushchov asumió el poder de la URSS en 1956 con ideas reformistas, lo cual propició que en Checoslovaquia se diera un periodo de «desestalinización» que a su vez despertó la presión pública por reformas más sustanciales.
En la década de 1950, Checoslovaquia experimentó un gran crecimiento económico (con una media del 7 % anual), lo que permitió un aumento sustancial de los salarios y del nivel de vida, promoviendo así la estabilidad del régimen.
Así, en 1968 el reformista Alexander Dubček fue nombrado nuevo líder del Partido Comunista de Checoslovaquia e instituyó reformas radicales durante el periodo conocido como la Primavera de Praga, declarando que el Partido perseguía una política de «socialismo con rostro humano» que implicaba una reducción del control burocrático y cierta tolerancia hacia los deseos y necesidades de los ciudadanos. En este periodo florecieron las artes y algunos artistas anticomunistas como el dramaturgo Václav Havel se incorporaron a la escena. En el mismo año, temiendo que las evoluciones políticas de Dubček fueran una amenaza para la contención del bloque soviético, los países del Pacto de Varsovia invadieron Checoslovaquia y anunciaron la Doctrina Brézhnev que consistía en no permitir que un país del bloque soviético se retirara del comunismo. En 1969 el control soviético fue restablecido en el país y comenzó un periodo de «normalización» que consistió en el regreso del control estricto del Partido Comunista sobre la vida checoslovaca. Más de 800 000 personas perdieron sus empleos y muchos fueron encarcelados. Ocho ciudadanos de la URSS protestaron en 1968 en contra de la invasión de Checoslovaquia y fueron castigados con penas de prisión y trabajos forzados o fueron encerrados en hospitales psiquiátricos.
En abril de 1969, Dubček fue destituido como secretario general del Partido Comunista de Checoslovaquia. Mientras tanto, una parte del programa de reformas se llevó a cabo: a mediados de ese año, Checoslovaquia se convirtió en la federación de la República Socialista Checa y la República Socialista Eslovaca. La teoría era que, en virtud de la federalización del país, las desigualdades sociales y económicas entre las checos y eslovacos serían en gran parte eliminadas. Se crearon la Asamblea Federal de Checoslovaquia, el Consejo Nacional Checo y el Consejo Nacional Eslovaco como el parlamento federal y los parlamentos de ambas repúblicas, respectivamente. Varios ministerios, tales como el de educación, se convirtieron en dos entidades formalmente iguales en ambas repúblicas. Sin embargo, el control político centralizado por el Partido Comunista de Checoslovaquia limitaba severamente los efectos de la federalización.
La década de 1970 vio el surgimiento de la disidencia anticomunista en Checoslovaquia, representada, entre otros, por Václav Havel. El movimiento buscaba una mayor participación política y de expresión en el rostro de desaprobación oficial, haciendo sentir, mediante la limitación de actividades de trabajo (hasta la prohibición de cualquier empleo profesional y la negativa de la enseñanza superior a los disidentes y la de los niños), el acoso policial e incluso la cárcel.

#### La Revolución de Terciopelo
En 1977 se redactó la Carta 77, con Václav Havel como uno de sus artífices. Ésta era una declaración que exigía que el Gobierno checoslovaco se adhiriera a los compromisos sobre derechos humanos que ratificó en la Constitución del Estado y en el Acta Final de Helsinki. Algunos participantes de la Carta 77 fueron perseguidos y arrestados, incluyendo a Havel.
En 1987 se extendió una petición al gobierno con más de 400 000 firmas que demandaba que la Iglesia Católica funcionara libremente, sin intervención del Estado. En diciembre del mismo año, miles de checoslovacos se manifestaron en el Día Internacional de los Derechos Humanos por primera vez desde 1969 y un año después volvieron a hacerlo en el vigésimo aniversario de la invasión soviética. En esta ocasión marcharon hasta 10 000 personas a favor de la democracia. Las manifestaciones continuaron regularmente hasta que el 17 de noviembre de 1989 la policía violentó a un grupo de estudiantes, despertando la indignación de muchos y dando lugar a la creación del Foro Cívico, que funcionó como una organización bajo la cual se unían virtualmente todos los grupos de oposición. Así comenzó la Revolución de Terciopelo, en la cual marcharon hasta 250 000 personas en Praga para demandar la salida del Partido Comunista del poder y la organización de elecciones libres. EL 24 de noviembre renunciaron Miloš Jakeš, secretario general del KSČ, y el politburó, sucediéndole Karel Urbánek. Václav y Dubček fueron reconocidos en una manifestación de 300 000 personas, y tres días después (el 27 de noviembre) se produjo una huelga general que paralizó el país.
Para fin de mes el Parlamento checoslovaco anunció el fin del liderazgo del Partido Comunista de Checoslovaquia y se invitó a otros partidos a unirse al gobierno. Sin embargo, los líderes comunistas nombraron un gabinete con dieciséis comunistas y tan solo cinco no comunistas, lo cual incitó otra marcha de 150 000 personas para protestar contra esta situación. El 28 de diciembre se eligió a Dubček como presidente del Parlamento y al día siguiente a Havel como presidente. Este último hizo un juramento en el que excluyó toda referencia al socialismo. En junio de 1990 se dieron las primeras elecciones pluripartidistas desde 1946, que posibilitaron la formación de un nuevo gobierno; el Foro Cívico y Público Contra la Violencia (una organización similar eslovaca) consiguieron pluralidad de votos.

### República Federal Checa y Eslovaca (1990-1992)

#### Adopción del nombre
A diferencia de lo que sucedió en Yugoslavia y la Unión Soviética, la caída del comunismo en este país no significó el final de la unión: A raíz de la Revolución de Terciopelo, el recién elegido presidente Václav Havel anunció que la palabra «socialista», que había sido parte del nombre oficial de Checoslovaquia desde 1960, debía ser eliminada del nombre y sustituida por «federal».
Si bien parecía obvio que el nombre que debía adoptarse debería ser el de antes de 1960, Československá republika (República Checoslovaca), los políticos eslovacos objetaron que el nombre tradicional subsumía demasiado a Eslovaquia. El primer compromiso fue la Ley Orgánica 81/1990, que reconoció la naturaleza del estado de forma explícita como Československá federativní republika (República Federal Checoslovaca, en checo) y fue aprobada el 29 de marzo de 1990 (entrando en vigor el mismo día) solo después de acordar que la forma eslovaca para Česko-slovenská federatívna republika debería ser codificada de forma explícita por una futura ley sobre los símbolos estatales. Esto fue recibido con desaprobación general; el compromiso resultante después de las negociaciones fue Česká a Slovenská Federativní/Federatívna Republika (República Federal Checa y Eslovaca) (Ley Constitucional 101/1990, aprobada el 20 de abril y en vigor desde su declaración el 23 de abril, a diferencia de la anterior, también explícitamente en la lista tanto en checo y la versión eslovaca y afirmó que son iguales).

#### Disolución
La cuestión nacional, sin embargo, no encontró acomodo bajo la nueva arquitectura de la República Federal Checa y Eslovaca, en la que se pretendió dar carta de naturaleza a la nacionalidad eslovaca en pie de igualdad con la checa. Las reivindicaciones autonomistas pronto dejaron paso, a lo largo de los años 1990 y 1991, a las propuestas independentistas. De cualquier modo, el proceso de disgregación de la república transcurrió por caminos difíciles, pero siempre por la vía de la negociación y el diálogo. De hecho, el propio Havel declaró en una entrevista para Radio Viena el 16 de abril de 1991: «Si el pueblo eslovaco quiere vivir en un Estado independiente, ni los checos ni yo le negaremos el derecho a hacerlo».
En la primavera de este último año, esta cuestión estuvo en el centro de la crisis del Gobierno eslovaco y del propio Público Contra la Violencia, que se escindiría en un grupo liderado por Vladimír Mečiar, fundando la plataforma llamada Movimiento por una Eslovaquia Democrática (HZDS). Esta fuerza política accedió al gobierno eslovaco en las elecciones de junio de 1992 e inició negociaciones con el gobierno checo para la partición de la República Federal. Václav Havel dimitió de su puesto en julio y la partición fue aprobada por la Asamblea Federal el 25 de noviembre de 1992. El 1 de enero de 1993 Checoslovaquia fue disuelta pacíficamente por el Parlamento, formando dos países completamente independientes: la República Checa y la República Eslovaca.

## Política

### Jefes de Estado y de Gobierno

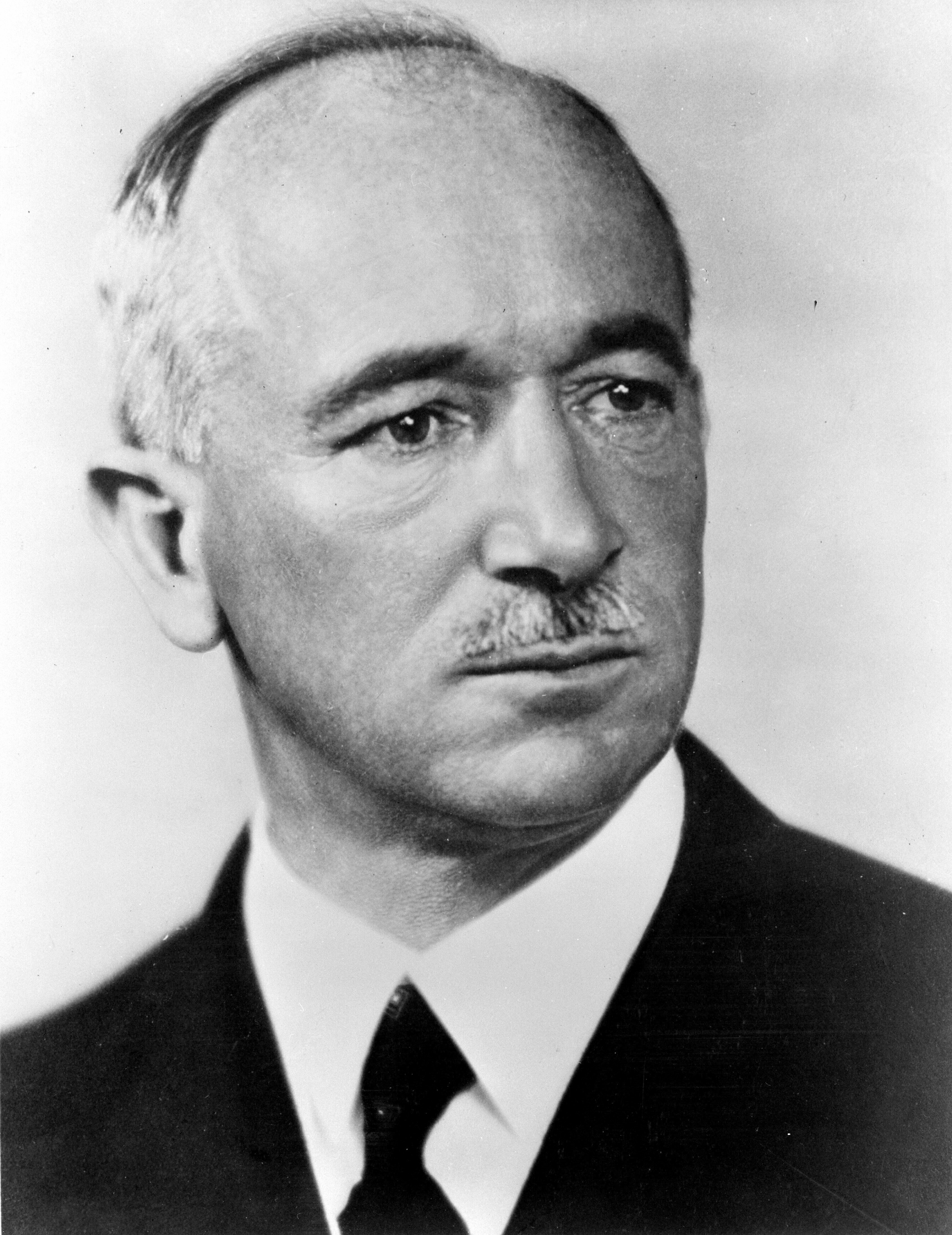
Edvard Beneš.

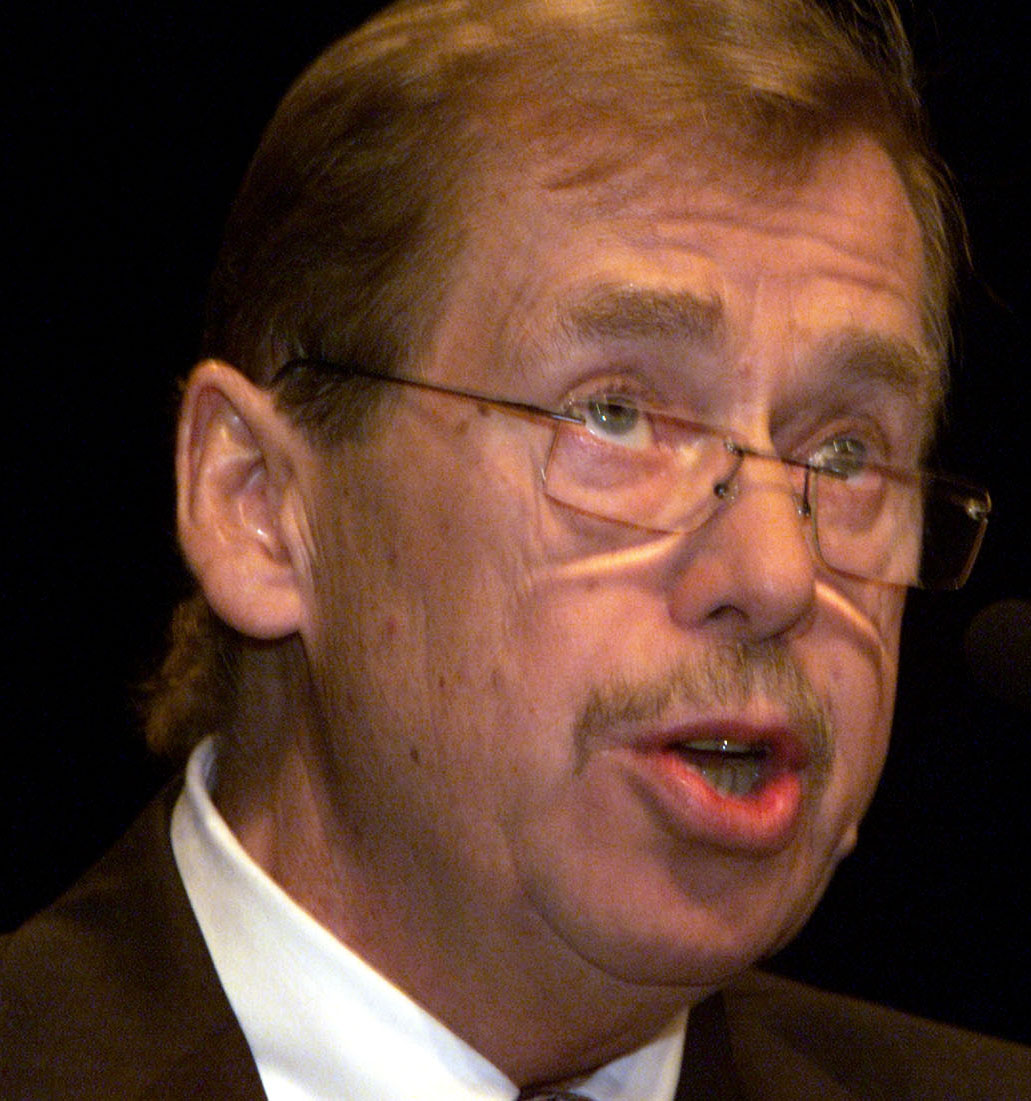
Václav Havel.

Después de la Segunda Guerra Mundial, el monopolio político estaba en manos del Partido Comunista de Checoslovaquia (KSC). Gustáv Husák fue elegido primer secretario del KSC en 1969 (cambiado a secretario general en 1971) y presidente de Checoslovaquia en 1975. Otros partidos y organizaciones existían pero funcionaron subordinados al KSC. Todos los partidos políticos, así como numerosas organizaciones de masas, se agruparon bajo el paraguas del Frente Nacional.
- Lista de presidentes de Checoslovaquia
- Lista de primeros ministros de Checoslovaquia
- Dirigentes del Partido Comunista de Checoslovaquia

### Acuerdos internacionales
En la década de 1930 el país estableció una alianza militar con Francia, que colapsó en los Acuerdos de Múnich de 1938. Después de la Segunda Guerra Mundial, participó activamente en el Consejo de Ayuda Mutua Económica (CAME), Pacto de Varsovia, Naciones Unidas y sus organismos especializados; también fue signatario de la Conferencia sobre la Seguridad y la Cooperación en Europa.

### Desarrollo constitucional
Checoslovaquia tuvo las siguientes constituciones durante su historia (1918-1992):
- Constitución provisional del 14 de noviembre de 1918 (liberal).
- Constitución de la República Checoslovaca de 1920, vigente hasta 1948 (liberal).
- Constitución de 1948 (comunista).
- Constitución de la República Socialista de Checoslovaquia de 1960 con modificaciones importantes en 1968 (Ley Constitucional de la Federación), 1971, 1975, 1978, y 1989 (momento en el que el papel dirigente del Partido Comunista fue abolida). Fue modificada varias veces más durante 1990-1992 (por ejemplo, cambio de nombre a Checo-Eslovaquia en 1990, incorporación de la Carta de Derechos Humanos en 1991).

## División político-administrativa

Checoslovaquia entre 1928 y 1938.

Checoslovaquia entre 1969 y 1990.

- 1918-1923: Se mantuvieron diferentes sistemas, tanto en el antiguo territorio austríaco (Bohemia, Moravia, una pequeña parte de Silesia) como en el antiguo territorio húngaro (Eslovaquia y Rutenia): tres tierras (země): Bohemia, Moravia, Silesia, más 21 condados (župy) en Eslovaquia y dos condados en Rutenia; todas las tierras y condados se dividieron en distritos (okresy).
- 1923-1927: Igual que el anterior sistema, excepto que los condados eslovacos y rutenos fueron reemplazados por seis grandes condados (veľžupy) en Eslovaquia y un gran condado en Rutenia, y el número y límites de los distritos (okresy) fueron cambiados en esos dos territorios.
- 1928-1938: Cuatro Tierras (checo: země, eslovaco: krajiny): Bohemia, Moravia-Silesia, Eslovaquia y Rutenia subcarpática, divididos en distritos (okresy).
- Finales de 1938-marzo de 1939: Como el anterior, pero Eslovaquia y Rutenia obtuvieron el estatus de "tierras autónomas".
- 1945-1948: Al igual que en 1928-1938, excepto que Rutenia pasó a formar parte de la Unión Soviética.
- 1949-1960: 19 regiones (kraje), dividido en 270 distritos (okresy).
- 1960-1992: 10 regiones (kraje), la ciudad de Praga, y (desde 1970) la ciudad de Bratislava, los cuales estaban divididos de 109 a 114 okresy. Los kraje se suprimieron temporalmente en Eslovaquia entre 1969 y 1970 y desde fines de 1991 en toda Checoslovaquia; Además, la República Socialista Checa y la República Socialista Eslovaca fueron establecidas en 1969 (el nombre socialista fue retirado en 1990).

## Defensa

Emblema del ejército checoslovaco.

El ejército checoslovaco (Československá Armáda) fue el nombre de las fuerzas armadas de Checoslovaquia. Se estableció en 1918 tras la independencia de Checoslovaquia del Imperio austrohúngaro.
Aunque el modelo de patrones ejército austrohúngaro, el ejército del Estado recién establecido también incorporó ex miembros de la Legión Checoslovaca que lucharon del lado de la Triple Entente durante la Primera Guerra Mundial. El ejército checoslovaco participó en la breve guerra polaco-checoslovaca en el que Checoslovaquia se anexionó la región polaca de Zaolzie. En el período de entreguerras las fuerzas eran bastante modernas para los estándares contemporáneos, con el núcleo de la fuerza formada por tanques LT vz. 38 y LT vz. 35, así como un amplio sistema de fortificaciones fronterizas. Movilizado durante la Conferencia de Múnich, la fuerza no participó en ninguna defensa organizada del país contra la invasión de los alemanes debido al aislamiento internacional de Checoslovaquia.
El ejército se disolvió tras la ocupación alemana de Checoslovaquia en 1939. Durante la Segunda Guerra Mundial, el ejército checoslovaco fue recreada en el exilio, primero en la forma de la nueva combates Legión Checoslovaca lado de Polonia durante la invasión de Polonia y luego en forma de fuerzas leales al gobierno checoslovaco en el exilio con sede en Londres.
Después de la guerra, las unidades checoslovacas que luchan junto a los aliados volvieron a Checoslovaquia y formaron el núcleo del nuevo, recreado ejército checoslovaco. Sin embargo, con la toma de posesión comunista de Checoslovaquia, que estaba siendo cada vez sovietizada y en 1954 pasó a denominarse oficialmente al Ejército Popular de Checoslovaquia. El ejército de Checoslovaquia volvió al antiguo nombre en 1990, a raíz de la Revolución de Terciopelo, pero en 1993, tras la disolución de Checoslovaquia, que fue disuelta y se dividió en las modernas fuerzas armadas de la República Checa y Eslovaquia.

## Demografía
La población en 1991 ascendía a los 15,6 millones, de los cuales 62,8 % eran checos, 31 % eslovacos, 3,8 % húngaros, 0,7 % gitanos, 0,3 % silesios. Rutenos, ucranianos, alemanes, polacos y judíos formaban el resto de la población.
Tasa de crecimiento fue del 2,7 % en 1985, 1,7 % en 1990, con una tendencia decreciente siendo más notable en la República Checa que en Eslovaquia. En 1989 la esperanza de vida era de 67,7 años para los hombres y 75,3 años para las mujeres. Cerca del 23,1 % de la población tenía menos de 15 años y el 19 % era mayor de 60 años.
La densidad de población en 1986 era de aproximadamente 121 personas por kilómetro cuadrado. La región geográfica más densamente poblada fue Moravia, que tenía alrededor de 154 personas por kilómetro cuadrado. En Bohemia era de alrededor de 120, y en Eslovaquia, alrededor de 106. Las principales ciudades y sus poblaciones estimadas en enero de 1986 fueron los siguientes:
- Praga (1 200 000)
- Bratislava (417 103)
- Brno (385 684)
- Ostrava (327 791)
- Košice (222 175)
- Plzeň (175 244)

Checoslovaquia seguía siendo esencialmente una sociedad de pequeñas ciudades y pueblos, en los que el 65% de la población habitaba en zonas urbanas.

### Etnografía de la primera república

La composición étnica de Checoslovaquia en 1930.

Checoslovaquia heredó una población de 13 600 000, un poco más de un cuarto del total del Imperio austrohúngaro desaparecido. La composición étnica original del nuevo Estado fue de 51 % de checos, 22 % de austríacos, 16 % de eslovacos, 5 % de húngaros y 4 % de rutenos. Muchos de los austríacos, húngaros, rutenos y también algunos eslovacos, se sentían discriminados en Checoslovaquia, porque la élite política del país introdujo un estado centralizado y gran parte del tiempo no permitió autonomía política para las etnias. Esta política, combinada con la propaganda nazi creciente, especialmente entre la población de lengua alemana de los industrializados Sudetes, originó una inquietud creciente entre la población no-checa.
| Etnografía en Checoslovaquia, 1921 | Etnografía en Checoslovaquia, 1921 | Etnografía en Checoslovaquia, 1921 |
| Población total                    | 13 607 385                         |                                    |
| ---------------------------------- | ---------------------------------- | ---------------------------------- |
| Checoslovacos                      | 8 759 701                          | 64.37 %                            |
| Alemanes                           | 3 123 305                          | 22,95 %                            |
| Húngaros                           | 744 621                            | 5,47 %                             |
| Rutenos                            | 461 449                            | 3,39 %                             |
| Judíos                             | 180 534                            | 1,33 %                             |
| Polacos                            | 75 852                             | 0,56 %                             |
| Otros                              | 23 139                             | 0,17 %                             |
| Extranjeros                        | 238 784                            | 1,75 %                             |
|                                    |                                    |                                    |

### Etnografía de la era socialista
La composición étnica de Checoslovaquia en 1987 ofrece un marcado contraste con la de la Primera República. Los alemanes de los Sudetes que constituían la mayoría de la población en las regiones fronterizas fueron expulsados por la fuerza después de la ocupación, y los Cárpatos ucranianos habían sido cedidos a la Unión Soviética tras la Segunda Guerra Mundial. Los checos y los eslovacos, alrededor de dos tercios de la población de la Primera República en 1930, representaron aproximadamente el 94 % de la población en 1950 seguidos por los húngaros como el tercer grupo más grande.
Las aspiraciones de las minorías étnicas fueron el eje de la política de la Primera República. Este no era el caso en 1980. Sin embargo, el origen étnico continuó siendo un problema generalizado y una parte integral de la vida de Checoslovaquia. Aunque la composición étnica del país se había simplificado, la división entre checos y eslovacos se mantuvo, y aunque cada grupo tenía una historia muy similar, tenían aspiraciones divergentes.
De 1950 a 1983, la participación de Eslovaquia de la población total aumentó de forma constante. La población checa como una parte del total se redujo en un 4 %, mientras que la población eslovaca aumentó un poco más que eso. En 1983 había dos checos por cada eslovaco. En la década de 1980, las tasas de fecundidad respectivas eran muy cercanas, pero la tasa eslovaca de fecundidad estaba disminuyendo más lentamente.

## Economía
El nuevo Estado heredó una economía equivalente a la de Europa occidental del Imperio austrohúngaro. El 70 % de la industria de Cisleitania, el 75 % de las minas de carbón, el 63 % del lignito, el 60 % del hierro, el 75 % de la industria química o el 75-80 % de la industria textil y de calzado. Como el resto de los países surgidos de la desaparición del imperio, sufrió una crisis económica de posguerra y en 1921 aún no había recuperado el nivel de producción industrial anterior a la guerra. Gracias a su mejor situación económica y política, su recuperación fue más rápida que la de los países vecinos.

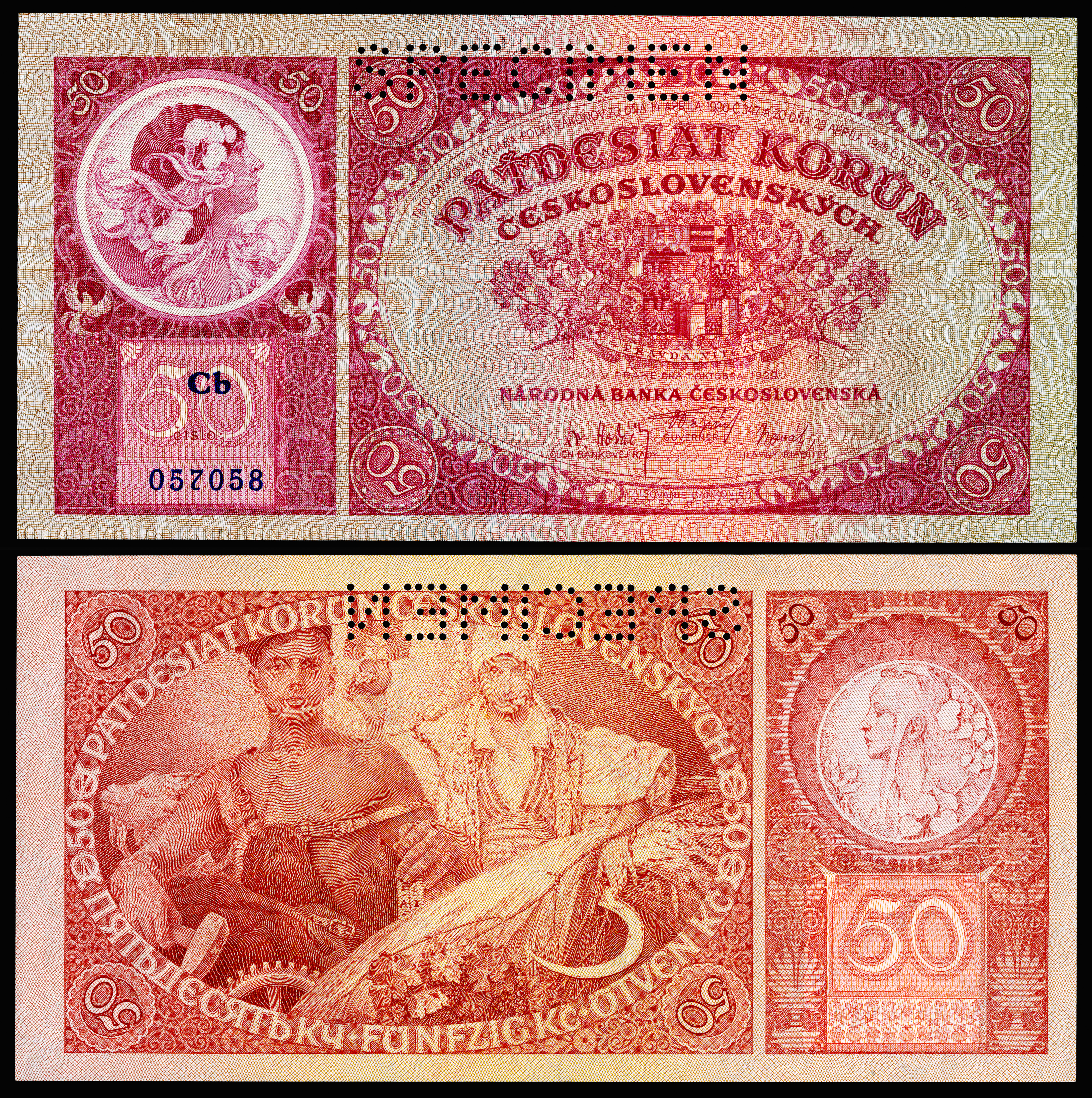
50 coronas checoslovaco, 1929

Después de la Segunda Guerra Mundial, la economía estaba centralizada y controlada por el partido comunista, al igual que en la Unión Soviética. La gran industria metalúrgica era dependiente de las importaciones de mineral de hierro y metales no ferrosos.
- Industria: La industria extractiva y manufacturera dominaba el sector, incluyendo maquinaria, productos químicos, procesamiento de alimentos, metalurgia y textiles. El sector desperdiciaba energía, materiales y mano de obra y tardó en mejorar la tecnología, pero el país era un importante proveedor de maquinaria de alta calidad, instrumentos, aparatos electrónicos, aviones, motores y armas a otros países comunistas.
- Agricultura: La agricultura era un sector menor, pero las granjas colectivizadas de gran superficie y el modo relativamente eficiente de producción permitió al país a ser relativamente autosuficiente en el suministro de alimentos. El país dependía de las importaciones de cereales (principalmente para la alimentación del ganado) en años de clima adverso. La producción de carne se vio limitada por la escasez de alimentos, pero el país todavía registra un alto consumo per cápita de carne.
- Comercio exterior: Las exportaciones se estimaban en US$17,8 mil millones en 1985. Las exportaciones eran de maquinaria (55 %), combustibles y materiales (14 %) y bienes de consumo manufacturados (16 %). Las importaciones se situaron en el estimado US$17,9 mil millones en 1985, incluyendo combustible y materiales (41 %), maquinaria (33 %) y productos agrícolas y forestales (12 %). En 1986 alrededor del 80 % del comercio exterior era con otros países comunistas.
- Política fiscal: El Estado era el propietario exclusivo de los medios de producción en la mayoría de los casos. Los ingresos de las empresas estatales fue la principal fuente de ingresos seguidos por el impuesto sobre las ventas. El gobierno invirtió fuertemente en programas sociales, subsidios e inversión.

## Educación

### Antes de la era comunista
Checoslovaquia tenía una tradición de académico acorde a la corriente principal del pensamiento europeo y una historia educativa que data de la Edad Media. La Universidad Carolina fue fundada en Praga en 1348, y la Universitas Istropolitana (Academia Istropolitana) fue fundada en Bratislava en 1465.
Antes de la Primera Guerra Mundial, la educación fue el principal instrumento para hacer frente a la diversidad étnica. Tal vez en ningún otro aspecto de la vida pública Checoslovaquia se desempeñó con tanta eficacia para salvar las disparidades entre los checos, eslovacos, húngaros, ucranianos y alemanes. Se dictaban ocho años de educación obligatoria en el idioma nativo de cada minoría étnica en gran medida para aumentar las tasas de alfabetización, especialmente entre eslovacos y ucranianos. Un programa de educación vocacional aumentó la capacidad técnica de la creciente fuerza de trabajo industrial del país, si bien algunas diferencias se mantuvieron. Alemanes y checos predominaron de manera desproporcionada en las escuelas secundarias y universidades. Tanto en la República Checa y en Eslovaquia la educación obligatoria se había iniciado en 1774, ideado de María Teresa I de Austria.

### Después de la era comunista
A pesar de los desequilibrios regionales y étnicas, Checoslovaquia entró en la era comunista con un pueblo bastante letrado, incluso muy educado. La educación bajo el régimen comunista tuvo una historia de reformas periódicas (a menudo tratando de encajar en el modelo soviético) y esfuerzos por mantener la pureza ideológica en las escuelas. La educación era gratuita en todos los niveles y obligatoria desde los seis años hasta 15. La gran mayoría de la población sabía leer y escribir. Tenía un sistema altamente desarrollado para la formación de aprendices y escuelas de formación profesional complementado las escuelas secundarias generales y las instituciones de educación superior.
La educación superior era una recompensa para el cumplimiento de política. Hacia la década de 1970, la disparidad histórica de los recursos educativos entre las tierras checas y eslovacas había sido en gran parte reparada. Se logró cierta equidad en las oportunidades educativas, en parte gracias a los esfuerzos concertados de los responsables políticos y en parte a través de las vicisitudes de la normalización.

## Religión
En 1991 el porcentaje era el siguiente: ateos 39,5 %, católicos 36,4 %, luteranos 5,3 %, sin ninguna afiliación 16,7 %. Hubo grandes diferencias entre las dos repúblicas constituyentes.

## Salud, bienestar social y vivienda
Después de la Segunda Guerra Mundial, la atención de salud gratuita estaba disponible para todos los ciudadanos. El plan nacional de salud se enfatizó en la medicina preventiva; las fábricas y centros de salud locales complementaron a hospitales y otras instituciones de internación. Hubo una mejora sustancial en la atención de salud rural durante los años 1960 y 1970.

## Deportes
El equipo de fútbol nacional de Checoslovaquia era un ejecutante constante en la escena internacional, con ocho apariciones en las Finales de la Copa Mundial de la FIFA, terminando en segundo lugar en 1934 y 1962. El equipo también ganó el Campeonato Europeo de Fútbol en 1976, quedó en tercer lugar en 1980 y ganó el oro olímpico de 1980. En ambas Eurocopas se destacó el centrocampista Antonín Panenka.
El equipo checoslovaco de hockey sobre hielo ganó muchas medallas de los campeonatos mundiales y Juegos Olímpicos. Peter Šťastný, Jaromír Jágr, Peter Bondra, Petr Klíma, Marián Gáborík, y Pavol Demitra nacieron en Checoslovaquia.
Emil Zátopek, ganador de cuatro oros olímpicos en atletismo, fue considerado uno de los mejores atletas de la historia.
Věra Čáslavská era una medallista de oro olímpico en gimnasia, ganando siete medallas de oro y cuatro medallas de plata, y representó a Checoslovaquia en tres Juegos Olímpicos consecutivos.
Los famosos tenistas Ivan Lendl, Miloslav Mečíř, Hana Mandlíková, Martina Hingis, Martina Navratilova, y Daniela Hantuchová nacieron en Checoslovaquia.
- Checoslovaquia en los Juegos Olímpicos
- Selección de fútbol de Checoslovaquia
- Selección de baloncesto de Checoslovaquia
- Selección de balonmano de Checoslovaquia